# 羅生門 (1911年の映画)
『羅生門』（らしょうもん）は、1911年の日本映画。富士館にて公開。能の『羅生門』と歌舞伎の『茨木』を題材としている。

## キャスト
- 渡辺綱：尾上松之助

## スタッフ
- 製作会社：横田商会